# Лески (Залегощенский район)
Лески — село в Залегощенском районе Орловской области России. Входит в состав Октябрьского сельского поселения.

## География
Село находится в центральной части Орловской области, в лесостепной зоне, в пределах центральной части Среднерусской возвышенности, при автодороге 54К-113, на расстоянии примерно 4 километров (по прямой) к северо-западу от посёлка городского типа Залегощь, административного центра района. Абсолютная высота — 248 метров над уровнем моря.

### Часовой пояс
Село Лески, как и вся Орловская область, находится в часовой зоне МСК (московское время). Смещение применяемого времени относительно UTC составляет +3:00.

## Население
| 1859 | 2010 |
| ---- | ---- |
| 362  | ↘63  |

### Половой состав
По данным Всероссийской переписи населения 2010 года в гендерной структуре населения мужчины составляли 38,1 %, женщины — соответственно 61,9 %.

### Национальный состав
Согласно результатам переписи 2002 года, в национальной структуре населения русские составляли 96 % из 77 чел.